# Horní Lukavice
Horní Lukavice település Csehországban, a Dél-plzeňi járásban. Horní Lukavice Chlumčany, Dolní Lukavice, Dnešice és Přeštice településekkel határos. Lakosainak száma 498 fő (2024. január 1.).

## Népesség
A település lakosságának változását az alábbi diagram mutatja:
| Lakosok száma | 483  | 499  | 594  | 540  | 412  | 348  | 419  | 447  | 453  | 498  |
|               | 1869 | 1890 | 1921 | 1950 | 1980 | 2001 | 2017 | 2019 | 2022 | 2024 |